# Висенте Хоакин Осорио де Москосо-и-Гусман
Висенте Хоакин Осорио де Москосо-и-Гусман (исп. Vicente Joaquín Osorio de Moscoso y Guzmán; 10 января 1756, Мадрид — 26 августа 1816, Мадрид) — испанский аристократ и гранд, директор Банка Сан-Карлос, в котором он сотрудничал до его основания, слуга испанского королевского дома, кавалер Ордена Золотого руна и Большого Креста Карлоса III. Член государственного совета и президент Центральной хунты во время правления Карла IV. Он также был послом Испании в Вене и Турине.

## Биография
Родился 10 января 1756 года в Мадриде. Сын Вентуры Антонио Осорио де Москосо и Фернандеса де Кордова (1732—1776), и его жены Марии де ла Консепсьон де Гусман-и-де-ла-Серда (1730—1803), дочери Хосе Мария Диего де Гусмана Велеса де Ладрона де Гевары (1709—1781), 12-го графа де Оньяте и 6-го маркиза де Монтеалегре, и Марии Фелиси Фернандес де Кордовы (1705—1748).
6 января 1776 года после смерти своего отца Висенте Хоакин Осорио де Москоко унаследовал его огромное состояние и «был одним из самых богатых и влиятельных людей своего времени». Он был доктором гражданского и канонического права Университета Гранады и членом Академии изящных искусств.
Семья была связана со двором Королевства Испании, его семья по материнской линии занимала важные посты; его предки несколько раз занимал посты сомелье корпуса разных королей Испании.
Вскоре после этого король Испании Карлос III назначил его управляющим банка Сан-Карлос.
Он также завершил работы над своим дворцом Альтамира на улице Флор Альта в Мадриде, начатые его отцом и спроектированные Вентурой Родригесом.
Овдовев в 1798 году, король Испании Карл IV выбрал его в 1801 году своим старшим конюшим. После Аранхуэсского мятежа новый король Фердинанд VII утвердил его в своем положении, хотя и ненадолго, так как спустя месяцы он бежал в Байонну.

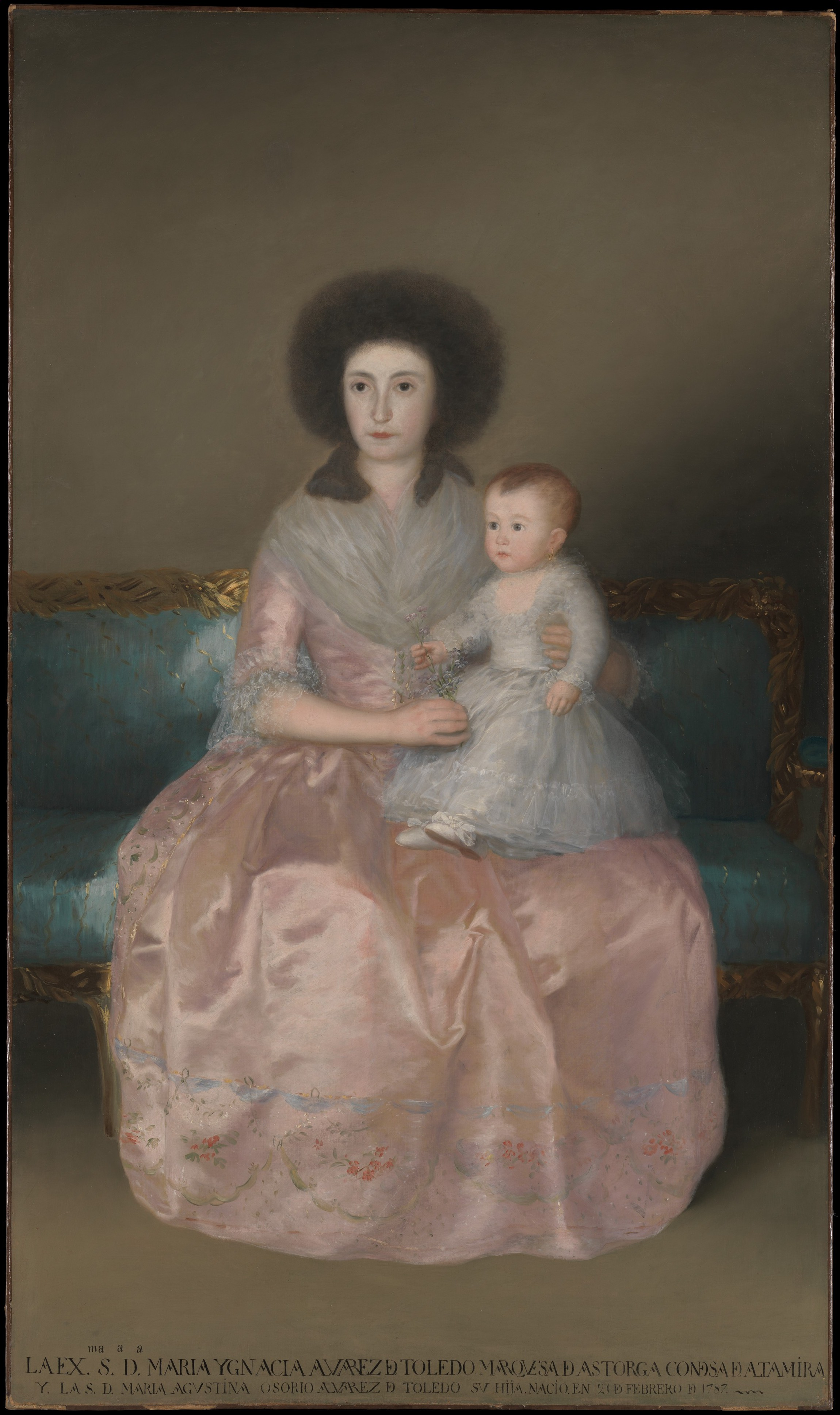
Портрет жены и дочери Висенте Хоакина Осорио де Москосо и Гусман, работы Франсиско Гойи, Метрополитен-музей

Во время Освободительной войны входил в состав Центральной Верховной Хунтыды и стал её председателем (1808—1809).
Он умер в Мадриде в 1816 году в возрасте шестидесяти лет. Все авторы подчеркивали его невысокий рост. Лорд Холланд сказал о нем, что он был «самым маленьким человеком, которого он когда-либо видел в обществе, и меньше, чем некоторые карлики, которых выставляют за плату». Портрет сидящего в кресле, сделанный Франсиско де Гойей в качестве директора Банка Сан-Карлос, не может скрыть его невысокий рост. При дворе ходил анекдот, «что сам король шутил над ним за то, что он очень мал, на что тот отвечал, что при дворе так, а в имениях своих он очень велик».

## Браки и потомство
Висенте Хоакин Осорио де Москосо-и-Гусман женился 3 апреля 1774 года на Марии Игнасии Альварес де Толедо-и-Гонзага (31 июля 1757 — 8 сентября 1795), дочери Антонио Альварес де Толедо Осорио, 10-го маркиза Вильяфранка-дель-Бьерсо (1716—1773), и Марии Антонии Доротеи Синфоросы Гонзаги и Караччоло (1735—1801). у супругов было семеро детей, в том числе:
- Висенте Исабель Осорио де Москосо и Альварес де Толедо (1777—1837), старший сын и преемник отца
- Бернардо Осорио де Москосо и Альварес де Толедо, кантор патриаршей церкви Севильи и рыцарь ордена Орден Карлоса III.

11 декабря 1806 года он заключил второй брак с Марией Магдаленой Фернандес де Кордова и Понсе де Леон (15 января 1780 — 26 июля 1830), дочери Хоакина Марии Фернандеса де Кордовы, 3-го маркиза де ла Пуэбла де лос Инфантес и Марии Магдалены Понсе де Леон и Давила. Второй брак был бездетным.

## Дворянские титулы, светлости и отличия

### Герцогства
- 15-й герцог Македа (гранд Испании)
- 11-й герцог Баэна (гранд Испании)
- 13-й герцог Сесса (гранд Испании)
- 12-й герцог де Сома (гранд Испании)
- 9-й герцог Санлукар-ла-Майор (гранд Испании)
- 7-й герцог де Медина де лас Торрес (гранд Испании)
- 6-й герцог Атриско (гранд Испании)
- 12-й герцог де Терранова (гранд Испании)
- 12-й герцог Сантанджело (гранд Испании)
- 12-й герцог Андрия (гранд Испании)

### Маркизаты
- 16-й маркиз де Астрога (гранд Испании)
- 7-й маркиз Кастромонте (гранд Испании)
- 7-й маркиз Леганес (гранд Испании)
- 10-й маркиз Велада (гранд Испании)
- 10-й маркиз Альмасан
- 11-й маркиз де Поса
- 7-й маркиз де Майрена
- 6-й маркиз де Мората де ла Вега
- 7-й маркиз де Монастерио
- 13-й маркиз де Аямонте
- 8-й маркиз де Вильяманрике
- 8-й маркиз де Вилья-де-Сан-Роман
- 15-й маркиз де Эльче
- 10-й маркиз де Монтемайор
- 9-й маркиз де Агила

### Графства
- 11-й граф де Альтамира (гранд Испании)
- 12-й граф де Кабра (гранд Испании)
- 17-й граф де Паламос
- 13-й граф де Тривенто
- 13-й граф де Авеллино
- 12-й граф де Оливето
- 15-й граф де Монтеагудо-де-Мендоса
- 10-й граф де Лосада
- 8-й граф де Асналькольяр
- 12-й граф де Трастамара
- 15-й граф де Санта-Мария-де-Ортигейра
- 10-й граф де Лодоса
- 9-й граф де Сальтес
- 18-й граф де Ньева
- 4-й граф де Гарсиес
- 3-й граф де Вальэрмосо
- граф де Сантильяна

### Виконтства
- 12-й виконт де Иснахар

### Баронства
- 22-й барон де Бельпуч
- 13-й барон де Калонже
- 14-й Барон де Линьола